# Corrine, Corrina
Corrine, Corrina (später meist Corrina, Corrina) ist ein Country-Blues-Song. Die erste Aufnahme wird dem Blues-Gitarristen Blind Lemon Jefferson 1926 zugeordnet. Der Song ging später ins Repertoire zahlreicher Interpreten wie Natalie Cole, Joni Mitchell, Dean Martin, Bob Dylan und Rod Stewart ein.
Sein Urheber ist nicht geklärt. Das Urheberrecht für Corrine, Corrina meldete 1932 die Plattenfirma von Bo Carter an. Der Text handelt von der Sehnsucht nach Corrina und der für den Blues typischen „Klage“, dass sie nicht zurückkommt:

“Corrine, Corrina, where you been so long?
 Corrine, Corrina, where you been so long?
 I ain’t had no lovin', since you’ve been gone”

Die Zeilen variieren von Interpretation zu Interpretation. So sang Blind Lemon Jefferson, man möge, wenn man Corrina irgendwo sähe, sie bitte schnell nach Hause schicken:

“If you see Corrina, tell her to hurry home
 I ain’t had no true love since Corrina been gone”

1937 nahm Robert Johnson seinen Song Stones in My Passway mit der Zeile

“I got a bird that whistles, I got a bird that sings”

auf, die Bob Dylan 1963 in seine Corinne,-Corrina-Version einbaute und auf dem Album The Freewheelin’ Bob Dylan veröffentlichte: Zwar zwitschert der Vogel zu Hause, aber weil Corrina nicht da ist, hilft auch das nichts. Auch melodiös orientierte sich Dylan an Johnsons Klassiker.

“But I ain’t a-got Corrina Life don’t mean a thing”

Joni Mitchell wählte für ihre Version des Songs als Titel A Bird That Whistles. Die weit über 200 veröffentlichten Interpretationen des Songs umfassen die Genres Blues, Jazz, Country, Western Swing, Folk und Rock.
Im deutschen Sprachraum veröffentlichte Peter Beil unter dem Titel Corinna, Corinna 1961 erstmals eine deutsche Version, die als B-Seite seiner Single Tränen in deinen Augen erschien. Wolfgang Hofer (unter dem Namen „Wolfgang“) veröffentlichte 1971 eine deutsche Version auf seinem Album Aus Abrahamas Bude. Auch Wolfgang Ambros veröffentlichte 1978 eine Aufnahme auf seinem Album Wie im Schlaf in Anlehnung an Dylans Version.